# Kathleen Turner
Mary Kathleen Turner (n. 19 iunie 1954, Springfield, Missouri, SUA) este o actriță și regizoare americană, de două ori câștigătoare a Globului de Aur, nominalizată la Oscar și Tony.

## Tinerețe
Datorită postului tatălui ei în cadrul Ministerului de Externe, Turner a crescut în Canada, Cuba, Venezuela și Londra, Anglia. A urmat liceul la The American School din Londra , pe care l-a absolvit în 1972. A studiat teatrul timp de doi ani la Universitatea de Stat Southwest Missouri. În această perioadă, regizorul Herbert Blau a remarcat-o în piesa „The House of Blue Leaves” și a invitat-o să-și petreacă ultimul an de facultate la Universitatea din Maryland, Baltimore County, unde a obținut licența în Arte Frumoase în 1977.

## Carieră
A devenit celebră în anii 1980 cu filmele Body Heat⁠(d) (1981), Omul cu doi creieri (The Man with Two Brains) (1983), Idilă pentru o piatră prețioasă (1984) și Onoarea familiei Prizzi (1985) pentru ultimele două primind Globul de Aur pentru cea mai bună actriță într-un film de comedie. A fost nominalizată la Oscar pentru rolul din filmul Peggy Sue Got Married, lansat în 1986. Cele mai importante filme ale sale de la sfârșitul anilor 1980 și începutul anilor 1990 au fost The Accidental Tourist⁠(d) (1988), Războiul familiei Rose⁠(d) (1989) și Serial Mom⁠(d) (1994).
În televiziune, a jucat ca rolul tatălui personajului Chandler Bing din Prietenii tăi, Charles Bing/Helena Handbasket.
În cel de-al treilea sezon al serialului dramă Californication din 2009, a interpretat-o pe Sue Collini, femeie de afaceri epuizată și obsedată de sex.
Și-a împrumutat vocea filmelor de animație Cine vrea pielea lui Roger Rabbit? (1988) și Casa e un monstru! (2006), precum și serialelor TV Familia Simpson, Familia mea dementă și King of the Hill.
Ca actor de scenă, a fost nominalizată de două ori la premiul Tony, pentru interpretările sale din piesele Pisica pe acoperișul fierbinte și Cui i-e frică de Virginia Woolf?.